# Peter Beckmann (Physiker)
Peter Beckmann (* 20. Juni 1931 in Münster; † 13. Oktober 2023) war ein deutscher Physiker und Hochschullehrer.

## Werdegang
Beckmann promovierte 1958. Anschließend war er wissenschaftlicher Mitarbeiter bei Harry Lehmann in Hamburg. Ab 1961 war er wissenschaftlicher Assistent von J. Hans D. Jensen an der Universität Heidelberg. 1962 wurde er zum Extraordinarius für Theoretische Kernphysik an der Universität Mainz ernannt und im Jahr darauf zum Ordinarius für Theoretische Physik. Er blieb dort bis zu seiner Emeritierung.
Wissenschaftlicher Schwerpunkt seiner Arbeit waren nichtlineare Effekte in produktionstechnischen Systemen.
Im Oktober 2023 starb Peter Beckmann im Alter von 92 Jahren.

## Ehrungen
- 1994: Verdienstkreuz 1. Klasse der Bundesrepublik Deutschland
- Ehrenvorsitzender des Aufsichtsrats der Gesellschaft für Industriephysik (GIP AG)[1]